# Stanley (Perth and Kinross)
Stanley ist eine schottische Ortschaft in der Council Area Perth and Kinross. Sie liegt in der traditionellen Grafschaft Perthshire rund neun Kilometer nördlich von Perth und 30 Kilometer westlich des Zentrums von Dundee am rechten Ufer des Tay.

## Geschichte
Westlich der Ortschaft findet sich ein stehender Stein, auf den später eine Sonnenuhr aufgesetzt wurde. Im Tay-Knie östlich von Stanley finden sich die Ruinen von Inchbervis Castle. Am Ostrand der Ortschaft entstand im 15. Jahrhundert Stanley House, Stammsitz der Lords Nairne.
Die Ländereien um Stanley zählten zu den Besitztümern der späteren Dukes of Atholl. Die Bezeichnung Stanley House wurde erst später nach Lady Amelia Stanley, Gattin des 1. Marquess of Atholl, benannt. Das heutige Stanley entstand 1784 als Plansiedlung westlich von Stanley House. Verantwortlich war John Murray, 4. Duke of Atholl der zur selben Zeit mit den Stanley Mills den zu ihrer Zeit größten Textilmühlenkomplex Schottlands errichten ließ. Stanley diente als Wohnstatt der Mühlenarbeiter.
Die Einwohnerzahl Stanleys fluktuierte in der Vergangenheit im Wesentlichen mit dem wirtschaftlichen Erfolg der bis 1989 betriebenen Stanley Mills. So sank sie zwischen 1841 und 1871 von 1945 auf 932 Personen ab. Im Jahre 1961 wurden 1450 Einwohner gezählt. Nach einem Abnahme in den folgenden Jahrzehnten, wurden im Rahmen der Zensuserhebung 2011 wieder 1443 Einwohner verzeichnet.

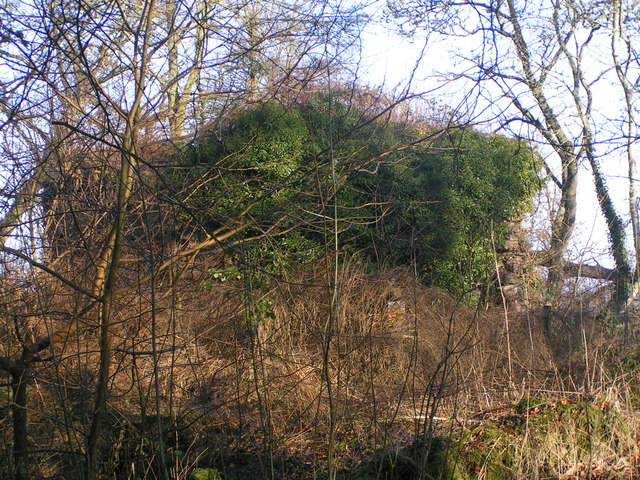
Ruine von Inchbervis Castle
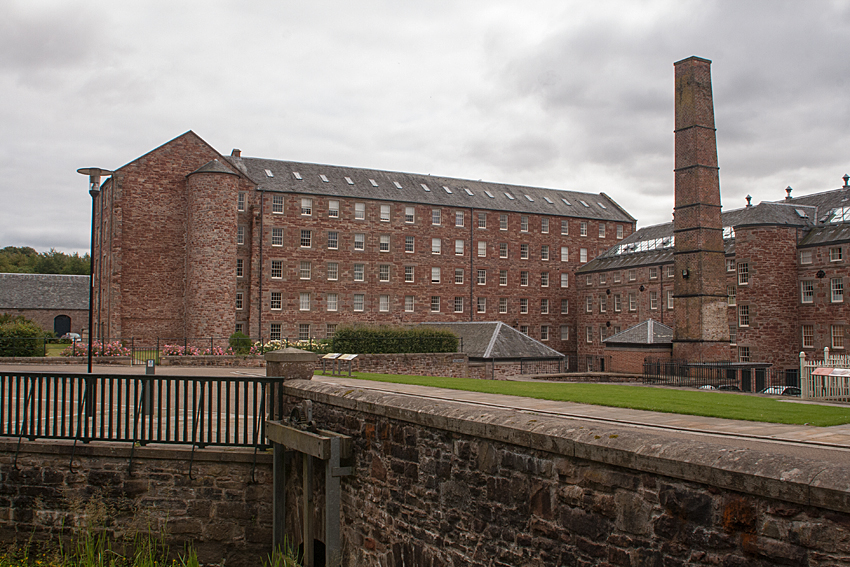
Stanley Mills

## Verkehr
Durch Stanley führt die B9099. Sie schließt die Ortschaft im Westen an die A9 (Polmont–Scrabster) an. Die nahe dem gegenüberliegenden Tay-Ufer verlaufende A93 (Perth–Aberdeen) ist nur über eine Brücke in einiger Entfernung erreichbar.
1848 ließ die Caledonian Railway einen Bahnhof entlang der neuen Scottish Midland Junction Railway einrichten. Aufgrund dessen ungünstiger Lage wurde bereits acht Jahre später im Zusammenhang mit der Einrichtung der Perth and Dunkeld Railway ein neuer Bahnhof errichtet. Dieser wurde bis 1956 betrieben und dann aufgelassen. Die bis heute betriebene Strecke ist Teil der Highland Main Line.